# Palm Sunday
Palm Sunday (1981) è una raccolta di racconti, saggi brevi, lettere e altri scritti inediti di Kurt Vonnegut Jr. Si tratta di una delle poche opere di Vonnegut di cui non esiste ancora traduzione italiana.
Nel capitolo 18, The Sexual Revolution, Vonnegut attribuisce un voto a ciascuno dei suoi precedenti lavori. Afferma che la classifica "non mi posiziona nella storia della letteratura" e che mette a confronto "me stesso con me stesso". La classifica è la seguente:
- Piano meccanico: B
- Le sirene di Titano: A
- Madre notte: A
- Ghiaccio-nove: A+
- Dio la benedica, signor Rosewater: A
- Mattatoio n. 5: A+
- Benvenuti nella gabbia delle scimmie: B-
- Happy Birthday, Wanda June: D
- La colazione dei campioni: C
- Comica finale: D
- Un pezzo da galera: A
- Palm Sunday: C